# François-Émile Rignault
François-Émile Rignault, né le 14 juin 1812 à Paris, où il est mort le 15 mars 1895, est un violoncelliste français.

## Biographie
Il obtient le Premier prix de Conservatoire en 1833 et entre deux ans plus tard à la Société des concerts du Conservatoire où il demeure jusqu’au 14 octobre 1873.
Il se consacre surtout à la musique de chambre. Il s’associe plus ou moins longuement avec des pianistes comme par César Franck, Louis Lacombe, Wilhelm Krüger.
Il adhère à plusieurs sociétés de musique de chambre comme celles d’Alard, des frères Dancla et il en fonde une en 1860 avec Charles Lamoureux.
En 1868, il ouvre avec Wilhelm Krüger et Benjamin Godard un cours de musique d’ensemble situé au 26 rue Bergère à Paris. 

## Source
- Joël-Marie Fauquet (dir.), Dictionnaire de la musique en France au XIXe siècle, Fayard, 2003, p. 1 069  (ISBN 2213593167).